# Luigi Cosenza
Pour les articles homonymes, voir Cosenza (homonymie).
Luigi Cosenza (né le 31 juillet 1905 à Naples, en Campanie, et mort dans la même ville le 3 avril 1984) est un ingénieur, urbaniste et architecte italien du XXe siècle.

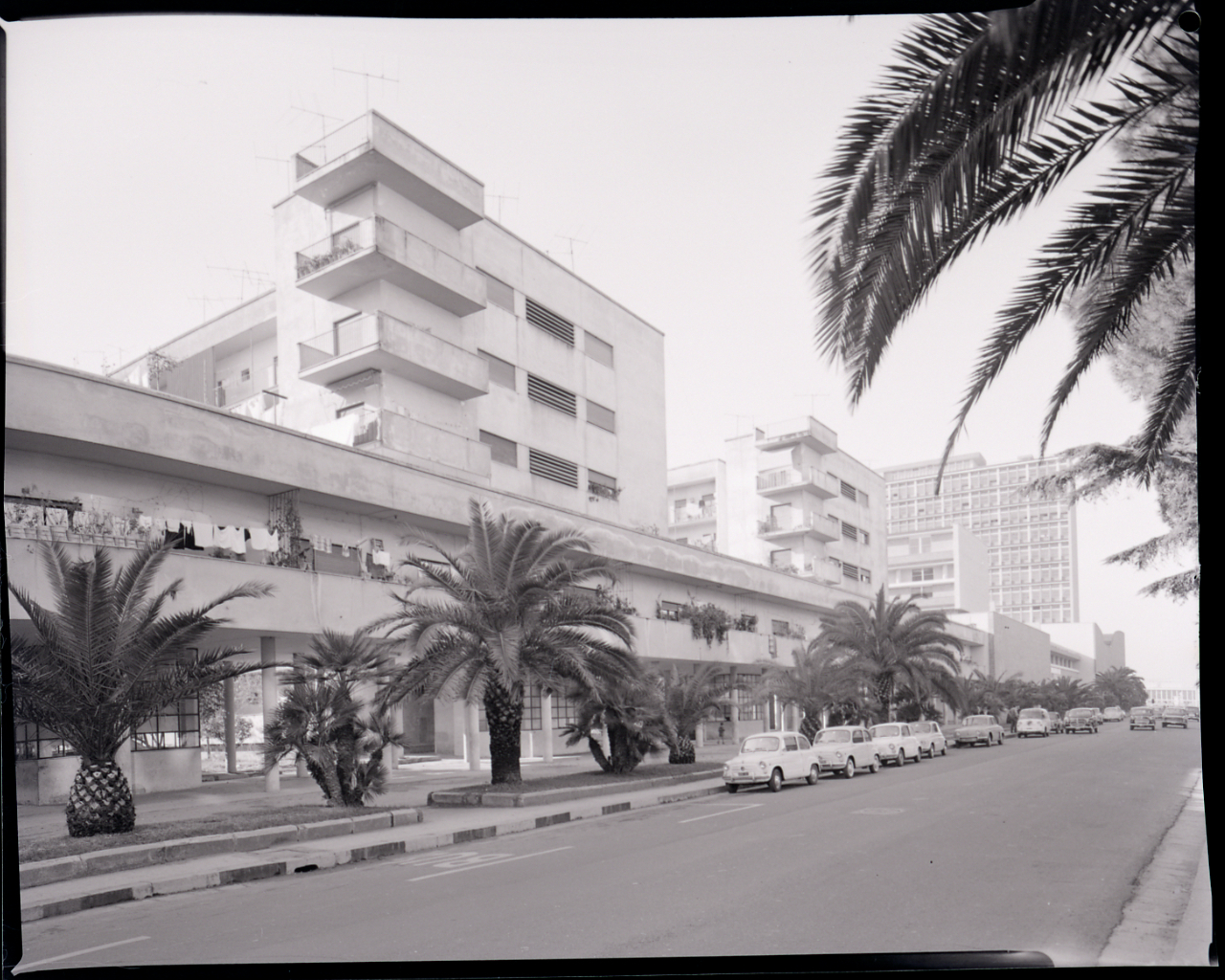
Logement social, Viale Augusto (Naples). Photo de Paolo Monti

## Œuvres
- Marché aux Poissons de Naples

## Sources
- (it) Cet article est partiellement ou en totalité issu de l’article de Wikipédia en italien intitulé « Luigi Cosenza » (voir la liste des auteurs).